# Српски музеј хлеба Јеремија
Српски музеј хлеба Јеремија, у Пећинцима, је један од првих приватних музеја у Србији. Настао је као резултат дугогодишњег  рада сликара Слободана Јеремића — Јеремије. Основан је 1995. у селу Пећинци у Срему. Од 1998. године делатност музеја оживљена је едукативним програмима и посебно посвећена раду са младима, отворена је за посетиоце из земље и света. Музеј обавља делатност сакупљања, заштите, чувања и презентације предмета који су се некада користили у Србији у процесу производње хлеба. Основна концепција поставке има за циљ да покаже пут зрна пшенице „од земље преко хлеба до неба”, кореспондирајући са циклусима Јеремијиних слика.

## Историјат
Српски музеј хлеба настао је као резултат сакупљачко-истраживачког рада сликара Слободана Јеремића — Јеремије, који се тематиком обредног хлеба бави више деценија. Јеремија више од тридесет година обилази српска села, слика на терену, записује обичаје, прикупља рецепте, етнографске предмете, обредне хлебове, писана документа, чувајући од заборава обичаје српског народа. Током овог периода обишао је више од 600 села. Три године од оснивања је формирао збирку, тако да је у том периоду музеј функционисао експериментално, да би 1998. године био и званично отворен.
Почетком деведесетих година донео је одлуку да своју ликовну и етнографску колекцију учини доступну јавности. Након изградње објекта, која је трајала неколико година, у исти је сместио богату етнографску колекцију и тако је учинио доступну широј јавности. Према изјави оснивача музеја: основна концепција музејске поставке има за циљ не само да покаже пут зрна пшенице од „земље, преко хлеба, до неба“, већ и да кореспондира са циклусима Јеремијиних слика: „Земља“, „Хлеб“ и „Небо“.

## Музејски фонд
Музејске збирке смештене су на 1200 м2 отвореног простора, у низ сукцесивно подигнутих објеката које је осмислио и саградио сам Јеремија, због чега се кроз целокупни музејски комплекс провлачи идеја о музеју као о Јеремијином уметничком делу. У оквиру музејског комплекса се налазе фуруна за печење хлеба, звоник посвећен Светом Николи, трпезарија и сувенирница.
Музејски фонд се састоји од око 2000 музејских експоната, разврстаних у три сталне поставке: етнографску, археолошку и ликовну.
Етнографску збирку чине: 
- збирка оруђа за обраду земље,
- збирка предмета за прераду пшенице и кукуруза,
- збирка предмета за мешење и печење хлеба,
- збирка предмета за припремање и служење хране и
- збирка обредних хлебова коју чини 96 различитих врста обредних хлебова, разврстано по групама - божићни, ускршњи, славски, свадбени и подушни.[6]

Археолошку збирку чине: 
- праисторијска збирка у којој се налазе оруђа за обраду земље, жрвњеви за дробљење пшенице и посуде за чување жита,
- античка збирка у којој се налазе оруђа за обраду земље из римског доба.

У ликовној збирци налазе се : фотографије, Јеремијине слике и цртежи.

## Галерија "Уређаји, справе и прибор за обраду жита и припрему хлеба
- Млин за млевење житарица
- Посуде и мерице за воду и млеко за припрему хлеба
- Зидана фуруна за печење хлеба
- Дрвене лопате за стављање теста у пећницу и вађење хлеба из вреле пећнице
- Прибор и посуде за припрему хлеба
- Ручни млин за млевење

## Издавачка делатност
Издавачка делатност Музеја присутна је од оснивања у облику водича, каталога и посебних издања.

## Туристички потенцијал
Специфичност поставке у Српском музеју хлеба је то што су многи изложени предмети презентовани тако да се њихово функционисање може демонстрирати. Неки се чак могу и додирнути, што омогућава бољу комуникацију на релацији предмет-посетилац.
Поред своје основне делатности Музеј организује стручне скупове, промоције, различите уметничке радионице а посебна пажња се посвећује раду са децом школског и предшколског узраста. Музеј је за посетиоце отворен суботом и недељом од 10 до 17 часова.

## Галерија "Остали музејски експонати"
- Преслице
- Пећ за пржење кафе и други експонати
- Дрвене виле и трлица за индустријску конопљу
- Зидани шпорет за кување и печење
- Коњска запрега
- Запрежне саонице